# X-Infernus
X-Infernus è una miniserie a fumetti pubblicata dalla Marvel Comics fra il febbraio e il maggio 2009. Sceneggiata da C.B. Cebulski e disegnata da Giuseppe Camuncoli, la serie è una sorta di continuo di Inferno e si focalizza sul ritorno di Magik alla ricerca della sua anima fra i meandri del Limbo.

## Trama

### Capitolo I: Anima Superstite
Mesi dopo gli eventi che portarono alla resurrezione di Illyana, Colosso ha un confronto con Ciclope circa le risorse che gli X-Men stanno impegnando nella ricerca di sua sorella, ancora intrappolata nel Limbo: Amanda Sefton non riesce ad entrare nel magico reame perché sigillato; il Dr. Strange non si trova e gli scienziati di Warren non riescono a comprendere la magia. Nel Limbo, intanto, Magik penetra in un santuario ed impone al sacerdote di dirle dove si trovino il suo medaglione e la Spada dell'Anima, prima di ucciderlo; tale azione viene notata dai grandi dei reami infernali Mefisto, Cuore Nero, Satannish, Dormammu ed Hela che danno udienza a Witchfire, figlia di Belasco, la quale chiede di avere per sé il Limbo ed un posto nel loro consiglio. Dopo averle promesso che se fosse riuscita ad impadronirsi della Spada e delle restanti Pietre di Sangue avrebbe avuto ciò che desiderava, la donna lascia la sala. Nel mentre, a S.F. Mercury e Rockslide assistono alla scena in cui Pixie, preda della sua parte oscura, pugnala Nightcrawler al cuore facendone fuoriuscire la Spada di Magik che richiama la sua legittima proprietaria fuori dal Limbo per reclamarne il possesso.

### Capitolo II: Questa Spira Mortale
Sconfitti Mercury, Rockslide e Bestia Illyana affronta Pixie in possesso della sua spada. Ripresasi l'arma dalle dita incoscienti della mutante, riacquista il suo aspetto umano anche se sente ancora la mancanza di qualcosa, sensazione amplificata quando Colosso cerca di toccarla e lei quasi lo colpisce con la spada. Teleportatasi nel Limbo dopo aver rifiutato la proposta degli X-Men di aiutarla, Illyana si scontra con Witchfire che durante la sua assenza si era impossessata del reame infernale. Sulla Terra intanto, Ciclope affida a Nightcrawler il comando di una squadra composta da Colosso, Wolverine, Pixie, Mercury e Rockslide con il compito di ritrovare Illyana; al contrario degli altri, Pixie è disposta ad aiutare gli X-Men con il solo scopo di riprendersi il frammento d'anima nelle mani della russa.

### Capitolo III: Quello che Desideri
Mentre si trova in balia di Witchfire ad Illyana viene strappato l'unico eliotropio di cui è in possesso. Richiamata dal lamento di agonia della sua anima, Pixie e gli X-Men si dirigono al castello di Belasco dove la strega incanta Wolverine e Colosso obbligandoli a scontrarsi con i compagni e metterli fuori combattimento; nel frattempo Nightcrawler raccoglie la lama di Pixie e seguendo le istruzioni di Illyana la pugnala al petto facendone fuoriuscire la sua spada con la quale libera dall'incantesimo i due X-Men.

### Capitolo IV: Fine di un'Anima
Servendosi di Pixie, Witchfire forgia un nuovo eliotropio e completando la serie evoca gli antichi dei che dovrebbero aiutarla a prendere il controllo del consiglio infernale. Grazia a Nightcrawler gli X-Men e Magik, ora liberi dagli incantesimi della strega, si battono con gli dei mentre Mercury riesce a recuperare il medaglione con le pietre dal collo di Witchfire. Assieme a Pixie, Magik riesce a estrarre un eliotropio dal medaglione e a far fallire l'invocazione divina causando un vuoto gravitazionale che risucchia gli dei, Witchfire ed il medaglione con gli eliotropi (uno dei quali ricavato dall'anima di Pixie) in un luogo sconosciuto. Furiosa per aver perso un'altra parte di se stessa, Pixie dichiara il suo viscerale eterno odio ad Illyana che riporta l'intero gruppo alle Graymalkin Industries ed accetta la proposta di Ciclope di rimanere con gli X-Men.

## Pubblicazione
Di seguito sono riportate le date d'uscita (sia statunitensi che italiane) degli albi:
- X-Infernus n. 1 (febbraio 2009, in USA)
  - X-Men Deluxe n. 176 (novembre 2009, in Italia)

- X-Infernus n. 2 (marzo 2009, in USA)
  - X-Men Deluxe n. 177 (dicembre 2009, in Italia)

- X-Infernus n. 3 (aprile 2009, in USA)
  - X-Men Deluxe n. 178 (gennaio 2010, in Italia)

- X-Infernus n. 4 (maggio 2009, in USA)
  - X-Men Deluxe n. 178 (gennaio 2010, in Italia)